# American Life (album)
American Life je deveti studijski album američke pjevačice Madonne objavljen 22. travnja 2003. pod Maverick Recordsom, a distribuiran pod Warner Bros. Recordsom. Album su u potpunosti napravili Madonna i Mirwais Ahmadzaï s osvrtom na mnoge dijelove američke kulture. Album se smatra konceptualnim albumom s temama "američkog sna" i materijalizma. Nadalje, teme albuma odbacuju reputaciju koju je Madonna stekla u 1980-im s njezinim hitom "Material Girl". American Life je folk album u najužem smislu a ne generalno pop album. Album sadrži i elemente rock i elektronske glazbe, a na mnogo pjesmama se osjeti utjecaj akustične glazbe.
U Sjedinjenim Državama i Ujedinjenom Kraljevstvu je album debitirao na prvom mjestu glazbenih ljestvica. Nominiran u dvije kategorije na 46. dodjeli nagrada Grammy. Album je 32. najprodavaniji album 2003. godine. Recording Industry Association of America (RIAA) i British Phonographic Industry (BPI) su albumu dodijelili platinastu certifikaciju za prodanih milijun, odnosno tristo tisuća primjeraka albuma. Ovo je drugi Madonnin album s naljepnicom "roditeljski nadzor" nakon albuma Erotica. Mišljenja kritičara su bila raznolika s napomenom da je zvuk topliji, te da je ovo "inovacija" u vrijeme R&B dominacije, ali većina se slagala da je ovo Madonnin neinspirativan i nezanimljiv album.
S albuma su objavljena četiri singla. Prvi, "American Life" je dobio raznolike kritike, dok ga je časopis Blender proglasio devetom najgorom pjesmom svih vremena. Kontroverzni video za pjesmu je ipak povučen zbog kritika na scene rata i nasilja, te je snimljen novi uradak. Pjesma je dospjela na 37. mjesto američke liste singlova, dok je u ostalim državama dospjela u Top 10 i na drugo mjesto britanske liste singlova. Drugi singl, "Hollywood" je izostala s Billboard Hot 100. Video za pjesmu, snimljen pod direkcijom Jean-Baptiste Mondino, bio je predmet sudske tužbe za plagijat francuskog fotografa Guy Bourdina. Za treći singl, "Nothing Fails" je izostala promocija što je rezultiralo slabim plasmanima na glazbenim ljestvicama, dok se jedino u Španjolskoj pjesma uspela na sam vrh te ljestvice. Za posljednji singl "Love Profusion" je također snimljen glazbeni video, ali je i ta pjesma ostavila slabi utisak na glazbenim ljestvicama, osim u Španjolskoj gdje se popela na sam vrh. Kao i prethodna dva, ni ovaj singl nije ušao na Billboard Hot 100.
Promocija albuma je započela kratkom promotivnom turnejom između travnja i svibnja 2003., prije nego što je Madonna započela svoju veliku šestu koncertnu turneju Re-Invention World Tour. Koncerti su bili podjeljeni u pet segmenata: French Baroque-Marie Antionette Revival, Military-Army, Circus-Cabaret, Acoustic and Scottish-Tribal, te su naišli na odobravanje kritike. Tada je Madonna dobila kritiku Elton Johna koji ju je optužio da ne pjeva uživo. Turneja je snimljena u obliku dokumentarnog filma I'm Going to Tell You a Secret, uz koji su objavljeni i CD+DVD. Na dodjeli MTVjevih nagrada 2003. Madonna je zajedno s Britney Spears, Christinom Aguilerom i Missy Elliot izvela zajedno svoje pjesme "Like a Virgin" i "Hollywood" te je na pozornici poljubila Aguileru i Spears što je zadobilo veliki medijski publicitet.

## Pozadina
American Life je Madonnin posljednji studijski album pod ugovorom s Maverick Recordsom, te je označio kraj jedanaestogodišnje suradnje s ovom kućom. U razgovoru za VH1 Madonna je progovorila o nastanku njezinih albuma, te koja joj je bila motivacija za nastanak albuma. Za ovaj album je rekla da su "materijalne stvari" nevažne i da danas kada se osvrne u prošlost "shvati koliko je stvari cijenila koje nisu uopće važne". Ovo je drugi Madonnin album s upozorenjem "Parental Advisory", zbog naslove pjesme prepune psovki. Prije toga jedino je album Erotica (1992) imala tu oznaku (zbog seksualnog sadržaja), a 2007. godine tu naljepnicu je dobio i album The Confessions Tour zbog izvedbe pjesme "Live to Tell". 9. prosinca 2003., Warner Music France objavljuje box set verziju koja sadrži album i remix kolekciju Remixed & Revisited u izdanje nazvano Édition Spéciale 2CDs: American Life + Remixed & Revisited. kako bi smanjila ilegalno preuzimanje pjesama albuma s interneta i prije i nakon objavljivanja albuma, Madonna je stvorila znatan broj lažnih pjesama sličog trajanja i zapremine. Neke od tih lažnih pjesma su uključivale Madonninu poruku koja je glasila "What the fuck do you think you're doing?" nakon koje su bile minute tišine. Zatim su hakeri upali na Madonninu službenu stranicu i ostavili poruku na početnoj stranici koja je glasila "This is what the fuck I think I'm doing..." zajedno s poveznicama za svaku pjesmu albuma. Stranici je bila zatvorena nakon napada 15 sati.
Album se smatra konceptualnim albumom s političkim temama Sjedinjenih Država. U razgovoru za MTV raspravljala je o političkim temama te je rekla: "Imam osjećaj da se Amerika promijenila kroz ove godine i da su mnoge naše vrijednosti okrenute prema materijlnom i površnom. I svi su opterećeni slavom samo zbog slave, bez ozbira na sve, pa prodali i dušu vragu ako treba. Skroz smo opterećni našim izgledom. I o tome pišem na albumu, pa je većina pjesama, a pogotovo prve tri govore "Što sam mislila?"". Nakon što joj je John Norris s MTV postavio ovo pitanje, sam je prokomentirao kako su prve tri pjesme kao trilogija razmišljanja što je Madonna sve htjela ostaviti iza sebe, a na to je Madonna odgovorila: "Mislim da one proširuju "American Life". One prispituju stvari koje sam ja cijenila i stvari koje su me zabrinjavale, koje su me previše brinule te sam shvatila da te stvari nisu važne i čekala da izađem ispod tog oblaka, tog svijeta iluzija." Madonna je komentirala materijalističke teme albuma i svoje osobno iskustvo koje ju je natjeralo u stvaranje ovog albuma za MTV govoreći:
"Tko može bolje reći o stvarima koje nisu važne od onoga tko je to iskusio? Ljudi znaju često reći "Kako možeš reći da to nije važno? Kako možeš reći da novac neće donijeti sreću? Kako možeš reći da slava i bogatstvo ne jamče sreću, veselje i ispunjenje u životu?" jednostavno, morate imati iskustva da bi znali. Jer vi ste imali te stvari, ja sam ih imala, a u životu sam imala samo nered oko mene. Tako da sada samo dijelim iskustva sa svijetom. I samo želim reći ljudima da uzmu to od mene, imam sve to i niti jedna stvar mi u životu nije donijela minutu sreće."

## Nastanak
| "U osnovi smo snimili cijelu pjesmu i ostao je taj dio instrumental te je Mirwais rekao "Znaš što? Morat ćeš odrepati ovaj dio." Ja sam pomislila "Što ti je?! Ja ne repam!." I onda je rekao "Da, repaš. Samo odi tamo i učini to." Tatalno me ohrabrio. Nisam imala ništa planirano, ništa napisano. Kako sam pila soja latte u studiju, a tamo sam došla svojim Mini Cooperom, pomislila sam "Ok, hajde samo ću pričati o stvarima koje volim" Otišla sam u studio i totalno sam improvizirala što je u početku i bilo loše, ali sam onda izvukla sve svoje misli, zapisali ih. Bilo je totalno spontano."— Madonna priča o "American Life" |

Album su u potpunosti napisali Madonna i Mirwais Ahmadzaï. Zajedno su surađivali i na prethodnom albumu Music. Madonna je komentirala Ahmadzaijev utjecaj i produkcijski stil "Mirwais je jedinstvena individua. Očito je da je na mene mnogo utjecao, on je veliki glazbenik i odličan gitarist. Može svirati na sintisajzeru i proizvesti navjerovatan futuristički zvuk na kompjuteru. On je na neki način genij koji eksperimentira i vrlo sam sretna što ga imam." Madonna je započela sa snimanjem albuma krajem 2001., nakon snimanja filma Valovi sudbine. Album je nastajao više od jedne i pol godine, što je najduži period koji joj je bio potreban za studijski album. Snimanje je završeno početkom 2003. u Londonu i Los Angelesu. Madonna je objasnila da ju je producent Mirwais natjerao na repanje u naslovnoj pjesmi te da je tekst tog dijela došao koristeći se materijalnim stvarima koje je i sama koristila. Rooksby, autor Complete Guide to the Music of Madonna, kaže kako je ponavljačka tema albuma bila suha i tupa. Madonna je za časopis Q rekla: "Iza seba imam dvadeset godina slave i bogatstva, i mislim da imam pravo reći što mislim o tim stvarima, a što ne mislim."
Za vrijeme snimanja albuma, Madonna je naučila svirati gitaru te je izjavila: "Sada kad sam naučila svirati gitaru, nemaoram uvijek ovisiti o tuđoj pomoći." U razgovoru za Q Madonna je pričala o povezanosti koju je razvila s producentom Ahmadzaijem, te o mogućnosti zastrašivanja producenta obzirom na njezin status "ikone". Tako je rekla: "Nikome ne kažem 'Jel me se bojiš?' [...] Očigledno, ako se osjećaš ugodno u mom društvu, ja to osijetim. Možemo razgovarati, smijati se, ali nikada nisam započela raditi s nekim tko se nije mogao opustiti. William Orbit je bio vrlo nervozan kada smo se upoznali, ispadale su mu stvari uokolo, ali mi je to tada bilo simpatično. ja o tome ne razmišljam."

## Naslov, omot i smjer
Francuski tim dizajnera M/M Paris su bili odgovorni za naslovnicu American Life. M/M Paris je suradnja između Michael Amzalagija i Mathias Augustyniaka. Duo je poznat po suradnji i s drugim glazbenicima. Zbog vojne tematike i takvog stila, neki su vidjeli sličnost s neslavnom slikom otete novinarke Patty Hearst. Jedan od početnih naziva albuma je bio Ein Sof, što je Madonna spomenula u razgovoru s Larry Kingom u listopadu 2002. Ein Sof je hebrejska riječ koja označava beskonačnost. Na početku 2003. radni naslov albuma je bio Hollywood (po pjesmi s albuma), ali se na kraju odlučilo za American Life, što je 10. veljače 2003. i službeno potvrđeno. Sredinom siječnja 2003. u Los Angleselu su snimljene slike za album. Fotograf je bio Craig McDean koji je već radio s Madonnom za časopis Vanity Fair u listopadu 2002. Tema je bila vojska, a Madonna je imala obojenu kosu tamno smeđe, beretku, vojničke čizme i imala je oružje. Slika s albuma podsjeća na slavnu sike Che Guevarau. U razgovoru za talijanski Top of the Pops rekla je da je odabrala Guevarin stil jer voli ono što on predstavlja i kako se osjećala revolucionarno dok je pisala album.
American Life je drugi Madonnin album s upozorenjem "Parental Advisory" nakon albuma Erotica (1992.) zbog mnogih psovki u naslovnoj pjesmi. Warner Bros. France je 9. prosinca 2003. izdao box set s albumom i remix albumom Remixed & Revisited koji se zvao Édition Spéciale 2CDs: American Life + Remixed & Revisited. Kako bi zaustavili ilegalno preuzimanje pjesama na internetu, Madonnini pomoćnici su stvorili mnoštvo lažnih dokumenata pjesama sa sličnom zapreminom i trajanjem pjesme. Neke od njih su sadržavale Madonninu poruku: "Što si dovraga mislio napraviti?", a ostatak je samo tišina. Zatim je hakirana Madonnina službena stranica te su hakeri ostavili poruku: "Ovo sam dovraga napravio..." s poveznicama za ilegalno preuzimanje pjesama. Madonnina službena stranica je zatim bila zatvorena 15 sati.

## Komentari kritičara
Album je na Metacriticu zaradio sveukupnu ocjenu 60/100 što označava raznolike komentare. E! je albumu dao pozitivne kritike tvrdeći da se na njemu nalazi "topliji zvuk i zemaljski dodiri" te posebno se osvrčući na pjesmu "Nothing Fails" te "akustičnu gitaru i zbor koji se pojavljuju od nikuda". Billboard je primijetio odmak u tekstovima od prijašnjih albuma poput Ray of Light, s pozitivnim komentarom poput "American Life manje se oslanja na duhovnu introspekciju a više na sučeljavanje žene u ogledalu". Entertainment Weekly je uglavnom imao pozitivne komentare poput: "Kao najbolje, album nudi tragajuću, odlućujuću glazbu u kaotično vrijeme", ali i poneke negativne komentare poput: "A u svom najgore, zvuči kao djevojka čiji odrasli sadržaj s mužićem i djecom pokušava ostati i tip-top formi." SoundGuardian je album ocjenio s 8/10 te kazao: "Madonna je dala najviše od sebe, a od publike je dobila najmanje. Potpuno nezasluženo jer je American Life jako dobar album, izvrsno spajanje akustike i elektronike uz prizvuk osamdesetih koji je kasnije iskopiran na mnogim albumima drugih zvijezda, ali je ovdje ipak bio početak."
Sal Cinquemani iz Slant Magazine časopisa je albumu dodijelio raznoliku kritiku uspoređujući uspjeh albuma s uspjehom Erotica. "American Life se nije ispostavio remek dijelom što je Erotica postala. "Album je ponekad pogrešan, neugodan, teško slušljiv, glupav i nekako nehumorističan", ali je Cinquemani izjavio i da je "dosljedan i beskompromisan", te da je to zadnji puta da je "Madonna stvarala glazbu bez primarnog cilja stvaranja hita". U ranijem intervju je napisao "Nakon godina balansiranja između podžanrova i pronalaženja u elektronici, te dosađivanja s gitarom i rock osobom od 2001. i Drowned World Tour, sada postaje folk pjevačica, i jedina stvar koja joj još preostaje je da napiše cjeloviti rock album".
Blender je albumu dodijelio tri od pet zvjezdica. "Napovezan poput Music i to mnogo ozbiljnije...", te ""bez uvjerljive pozadinske priče, njezine pjesme izgledaju umanjene". Kanije je u istom časopisu objavljen razgovor s Gillian Anderson koja je rekla: "Nikada nisam bila njezin fan, više sam bila fan njezine osobnosti. Ali ovaj album me zaintrigirao". U godišnjem pregledu, Blender je prigovorio: "Mirwais je rano ostao bez trikova, Madonnina rap shopping-lista na naslovnoj pjesmi je smiješna, a "Mother and Father" mora biti zadnja čudna pjesma o njezinom čudnom ocu." Q je također albumu dodijelio tri zvjezdice. "Nothing Fails" je središnja pjesma albuma, i odličan je predah poput "Live to Tell"...", "ali nije čudno da je album zbrkan kada tako završava."
Allmusic je rekao: "Sveukupno, American Life više obećava nego što nudi, te je bolji u teoriji nego stvarnosti." Alex Petridis iz The Guardian je rekao: " Najbolje pjesme albuma su napravile sprdnju od svih drugih tekućih popo pjesama", ali krajnji zaključak je bio: "problem albuma nije bio nedostatak kontroverzi i ekstremnih pogleda, već jedonostavno nije bilo dovoljno dobrih pjesama." James Hannaham iz Spin je introspektivnu tematiku albuma usporedio s prijašnjim albumima 'Ray of Light' i 'Music, ali je napomenio kako je Madonna "provela više vremena istraživajući ispraznost kulture poznatih osoba. To je dramatična gesta od umjetnice koja je simbol američkog glamura." Ed Howard iz Stylus je dao negativni komentar da je to album o Madonni a ne o američkoj kulturi dodajući: "To je Madonna koje je, začudo, ostala bez stvari za reći."

## Komercijalni (ne)uspjeh
American Life je debitirao na prvom mjestu Billboard 200 s prodanih 241,000 kopija. To je bio Madonnin drugi uzastopni i sveukupno peti broj 1 album u Sjedinjenim Državama. Nekoliko mjeseci nakon objavljivanja, album je dobio platinastu nakladu za distribuciju milijun kopija u SAD-u. Do listopada 2012. album je prodan u 680,000 primjeraka. I kanadi je album debitirao na prvom mjestu, i zaradio platinastu nakladu u lipnju 2003. U Japanu je album dospio na četvrto mjesto Oricon ljestvice, i zaradio zlatnu nakladu iste godine. U Australiji je album došao na treće mjesto i zaradio platinastu nakladu, dok je na Novom Zelandu dospio na mjesto više.
U Europi je album vrlo dobro prošao na ljestvicama, i bar se u devet država popeo na vrh ljestvica (Austrija, Belgija, Danska, Francuska, Italija, Norveška, Švedska, Švicarska i Ujedinjeo Kraljevstvo). U Europi je album zaradio platinastu nakaldu za prodanih milijun kopija. U ujedinjenom Kraljevstvu je album zaradio platinastu nakaldu samo nakom mjesec dana. I u francuskoj je album dospio na prvo mjesti i iste godine zadobio platinastu nakladu. Zlatnu nakladu je album dobio u Argentini, Brazilu, Grčkoj, Japanu i Nizozemskoj, dok je platinaste naklade dobio u Australiji, Kanadi, Francuskoj, Rusiji, Švicarskoj, Ujedinjenom Kraljevstvu i Sjedinjenim Državama. Sveukupno je album 32. najprodavaniji album 2003. godine s prodanih više od 4 milijuna kopija. Album je dobio i nekoliko priznanja i nominacija. Tako je 2004. American Life nominiran za nagradu Grammy u kategorijama "najbolji glazbeni video" i "najbolje dance izdanje" oboje za pjesmu "Die Another Day". Također je taj isti video 2003. nominiran na MTVjevoj dodjeli nagrada u kategoriji "najbolji video iz filma".

## Singlovi
"Die Another Day" je bio singl sa soundtracka za Bondov film Umri drugi dan. Poslije je uvršen i na album. Pjesma je dopsjela na osmo mjesto Hot 100 ljestvice i na treće mjesto u Ujedinjenom Kraljevstvu s prodanih 167.000 primjeraka singla. Budžet glazbenog videa je iznosio preko 6 milijuna $, što ga je učinilo drugim najskupljim glazbenim videom u povijesti iza "Scream" Michael Jacksona i Janet Jackson. "American Life" je najavni singl albuma koji je izdan 8. travnja 2003. u Sjedinjenim Državama, te 14. travnja 2003. u Europi. Za pjesmu postoje dva glazbena videa. U prvom je radnja smještena na modnu pistu, gdje je organizirana revija s ratnom ematikom. Na krau videa se prikazuje tadašnji američki predsjednik George W. Bush. Anti-ratni kontekst videa je proglašem nepatriotskim, što je prislili Madonnu da povuče video s glazbenih kanala. Rekla je kako je povukla video jer je smatrala da nije primjerno puštati video u to vrijeme, i da nije željela riskirati kako bi uvrijedila nekoga. Zbog povlačenja prvotnog videa, Madonna je snimila drugi video. Madonna obučena u vojnu odjeću stoji ispred ekrana na kojemu se izmjenjuju zastave svih država svijeta. Pjesma je debitirala na devedesetom mjestu na Billboard Hot 100 i najviše se popela na 37. mjesto. Pjesma je dosjela na drugo mjesto u Ujedinjenom Kraljevstvu, sedmo u Australiji i Austrijii na deseto u Francuskoj i Njemačkoj. Drugi singl s albuma je pjesma "Hollywood" a objavljen je 3. srpnja 2003. u Europi i 8. srpnja 2003. u SAD-u. U Sjedinjenim Državama singl nije uspio ući na Hot 100 ljestvicu, što je bio prvi Madonnin singl u dvadeset godina kojemu to nije uspjelo. Ali uspio je barem ući u Bubbling Under Hot 100 Singles na broj 3. Pjesma je bila Top 5 singl u Argentini, Kanadi, Italiji i Ujedinjenom Kraljevstvu.
"Nothing Fails" je izdan 21. studenog 2003. u Europi kao treći singl. Imao je skroman uspjeh na ljestvicama. U Top 10 je dospio Argentini, Kanadi, Irskoj i Španjolskoj. Krajem 2003., "Nothing Fails" je doživio remix kao "Nothing Fails (Nevins Mix)" za Madonnin EP Remixed & Revisited. Remix je dospio na sedmo mjesto talijanske liste singlova. "Love Profusion" je bio četvrti i konačni singl s albuma, izdan 8. prosinca 2003. U Top 10 je dospio u Grčkoj, Italiji i Kanadi. U Kanadi je ovo bio peti Top 10 singl s albuma i trinaesti Top 10 Madonnin singl uzastopce. U UK je dospio na jedanaesto mjesto, te prekinuo niz Top 10 singlova još od 1996. s pjesmom "One More Chance". Na Billboardovim listama je dospio na 100. mjesto na Billboard Pop 100 i na 5. mjesto na Bubbling Under Hot 100. S albuma su objavljena i dva promotivna singla, "Nobody Knows Me" i "Mother and Father". Postali uspješni klupski hitovi s četvrtim, odnosno devetim mjestom na Billboard Hot Dance Club Songs ljestvici. American Life je prvi albuma koji je imao sedam Top 10 singova na ovoj ljestvici.

## Popis skladbi
| 1.    | »American Life«     | Madonna, Mirwais Ahmadzaï             | Madonna, M. Ahmadzaï                     | 4:58 |
| 2.    | »Hollywood«         | Madonna, M. Ahmadzaï                  | Madonna, M. Ahmadzaï                     | 4:24 |
| 3.    | »I'm So Stupid«     | Madonna, M. Ahmadzaï                  | Madonna, M. Ahmadzaï, Mark "Spike" Stent | 4:09 |
| 4.    | »Love Profusion«    | Madonna, M. Ahmadzaï                  | Madonna, M. Ahmadzaï                     | 3:38 |
| 5.    | »Nobody Knows Me«   | Madonna, M. Ahmadzaï                  | Madonna, M. Ahmadzaï                     | 4:39 |
| 6.    | »Nothing Fails«     | Madonna, Guy Sigsworth, Jem Griffiths | Madonna, M. Ahmadzaï, Mark "Spike" Stent | 4:49 |
| 7.    | »Intervention«      | Madonna, M. Ahmadzaï                  | Madonna, M. Ahmadzaï                     | 4:54 |
| 8.    | »X-Static Process«  | Madonna, Stuart Price                 | Madonna, M. Ahmadzaï                     | 3:50 |
| 9.    | »Mother and Father« | Madonna, M. Ahmadzaï                  | Madonna, M. Ahmadzaï                     | 4:33 |
| 10.   | »Die Another Day«   | Madonna, M. Ahmadzaï                  | Madonna, M. Ahmadzaï                     | 4:38 |
| 11.   | »Easy Ride«         | Madonna, M. Ahmadzaï                  | Madonna, M. Ahmadzaï                     | 5:05 |
| 49:39 |                     |                                       |                                          |      |

## Promotivna turneja
American Life Promo Tour je kratka promotivna turneja Madonne koju je napravila odmah po izdanju svog albuma. Madonna je na ovoj kratkoj turneji prošla Sjevernu Ameriku (New York) i Europu (Köln, London, Pariz). Pjevala je nekoliko pjesama s novog albuma i nekoliko starih hitova. Popis izvođenih pjesama se mijenjao od jednog do drugog koncerta, a sljedeće pjesme su one koje je uvijek izvodila:
1. "American Life"
2. "Hollywood"
3. "Nothing Fails"
4. "X-Static Process"
5. "Like a Prayer"
6. "Mother and Father"
7. "Like a Virgin"
8. "Music"
9. "Don't Tell Me"

Promocija albuma se nastavila velikom Re-Invention Tour. To je bila šesta Madonnina koncertna turneja i koemrcijani uspjeh. Karte su bile rasprodane odmah pri objavljivanju datuma koncerta pa su organizatori morali stvaljati dodatne datume. Turneja je bila janunosnija turneja 2004. godine sa zarađenih 125 milijna $ iz 56 koncerata s 900.000 gledatelja. Turneja je dobila Billboardovu nagradu za najbolju turneju.

## Uspjeh na ljestvicama i certifikacije
| Država                 | Pozicija |
| ---------------------- | -------- |
| Argentina              | 2        |
| Australija             | 3        |
| Austrija               | 1        |
| Belgija (Flandrija)    | 1        |
| Belgija (Valonija)     | 1        |
| Danska                 | 2        |
| Europa                 | 1        |
| Finska                 | 2        |
| Francuska              | 1        |
| Irska                  | 6        |
| Italija                | 1        |
| Japan                  | 4        |
| Kanada                 | 1        |
| Nizozemska             | 3        |
| Norveška               | 1        |
| Novi Zeland            | 2        |
| Njemačka               | 1        |
| Poljska                | 4        |
| Portugal               | 10       |
| Španjolska             | 2        |
| Švedska                | 1        |
| Švicarska              | 1        |
| Ujedinjeno Kraljevstvo | 1        |
| US Billboard 200       | 1        |

| Država                 | Certifikacije |
| ---------------------- | ------------- |
| Argentina              | Zlatna        |
| Australija             | Platinasta    |
| Belgija                | Zlatna        |
| Brazil                 | Zlatna        |
| Danska                 | Zlatna        |
| Europa                 | Platinasta    |
| Francuska              | Platinasta    |
| Grčka                  | Platinasta    |
| Italija                | Platinasta    |
| Japan                  | Zlatna        |
| Kanada                 | Platinasta    |
| Mađarska               | Platinasta    |
| Nizozemska             | Zlatna        |
| Njemačka               | Platinasta    |
| Poljska                | Zlatna        |
| Rusija                 | Platinasta    |
| Španjolska             | Zlatna        |
| Švedska                | Platinasta    |
| Švicarska              | Platinasta    |
| Ujedinjeno Kraljevstvo | Platinasta    |
| Sjedinjene Države      | Platinasta    |

### Singlovi
| 2002                                              | "Die Another Day" | 8  | 1 | 11 | 2  | 1 | 15 | 4  | 1 | 1  | 3  | align="left" - AUS: Zlatna - KAN: 2× Platinasta |
| 2003                                              | "American Life"   | 37 | 1 | 7  | 7  | 1 | 10 | 10 | 1 | 1  | 2  | align="left" - AUS: Zlatna                      |
| 2003                                              | "Hollywood"       | —  | 1 | 16 | 34 | 5 | 22 | 21 | 2 | 2  | 2  | —                                               |
| 2003                                              | "Nothing Fails"   | —  | 1 | —  | 51 | 7 | 34 | 36 | 7 | 41 | —  | —                                               |
| 2003                                              | "Love Profusion"  | —  | 1 | 25 | —  | 3 | 25 | —  | 5 | 31 | 11 | —                                               |
| "—" nije izdana ili se nije pojavila na ljestvici |                   |    |   |    |    |   |    |    |   |    |    |                                                 |

## Nagrade
MTV
| Godina | Pjesma            | Nagrada                | Ishod     |
| ------ | ----------------- | ---------------------- | --------- |
| 2003.  | "Die Another Day" | Najbolje video iz fima | nominiran |

Grammy
| Godina | Pjesma            | Nagrada                 | Ishod     |
| ------ | ----------------- | ----------------------- | --------- |
| 2004.  | "Die Another Day" | Najbolje dance izdanje  | nominiran |
| 2004.  | "Die Another Day" | Najbolji glazbeni video | nominiran |